# Omegna
Omegna [oˈmeɲɲa] ist eine italienische Gemeinde in der Provinz Verbano-Cusio-Ossola (VB) in der Region Piemont.

## Lage und Einwohner
Die Stadt Omegna liegt 17 km südwestlich von der Provinzhauptstadt Verbania auf einer Höhe von 295 m ü. M. am Nordende des Ortasees, wo der Bach Nigoglia den See verlässt und später in die Strona mündet, welche ihrerseits den Toce und schließlich den Lago Maggiore speist.
Omegna liegt an der Bahnstrecke Domodossola-Novara. Die Gemeinde hat zwei Bahnhöfe, der Bahnhof Omegna im Stadtzentrum und der Bahnhof Crusinallo, der sich im gleichnamigen Weiler befindet.

### Fraktionen und Nachbargemeinden
Die Gemeinde besteht aus den Fraktionen Agrano, Bagnella, Borca, Brughiere, Cireggio, Crusinallo, Gattugno, Pescone, Santa Rita und Verta, die zusammen 14.145 Einwohner (Stand am 31. Dezember 2024) haben.
- Cireggio: auf seinem Territorium befinden sich die Überreste eines mittelalterlichen Turms (Castrum Desiderato) und es wurden Überreste aus der mittleren Bronze- und Eisenzeit gefunden. In der reichen Pfarrkirche befindet sich eine wertvolle Mascioni-Orgel mit zwei Klaviaturen und 21 Registern, die 1943 vom Komturer Giulio Stella gestiftet und von dem Organist Ulisse Matthey gespielt wurde.
- Crusinallo: größte und bevölkerungsreichste Fraktion von Omegna, auf seinem Territorium befand sich eine Burg (heute ist eine entweihte Kirche) der Grafen von Crusinallo, von der aus man die Ebene unterhalb kontrollieren konnte.
- Agrano: ein Ort, der dafür bekannt ist, dass Ende des 18. Jahrhunderts eine natürliche Mumie namens La morta di Agrano entdeckt wurde.
- Bagnella: Fraktion an der Grenze zur Gemeinde Nonio, wo sich das städtische Sportzentrum und der öffentliche Strand befinden, der Komplex mit direktem Blick auf den See. Vom Zentrum von Omegna aus ist es möglich, den Weiler über einen neu angelegten Rad- und Gehweg zu erreichen, der am See entlang führt.
- Canova del Vescovo: der Weiler besteht aus einem kleinen bewohnten Zentrum mit einer kleinen Kirche, die dem Heiligen Antonio da Padova gewidmet ist, und liegt an der Grenze zum Stronatal.
- Gattugno: Weiler an der Grenze zur Gemeinde Casale Corte Cerro; in der Pfarrkirche der Madonna della Neve befindet sich eine wertvolle Orgel aus dem 16. Jahrhundert, die von Marzi 2006 restauriert wurde.

- Die Nachbargemeinden sind Armeno (NO), Casale Corte Cerro, Germagno, Gignese, Gravellona Toce, Nonio, Pettenasco, Quarna Sopra, Quarna Sotto und Stresa.

### Bevölkerungsentwicklung

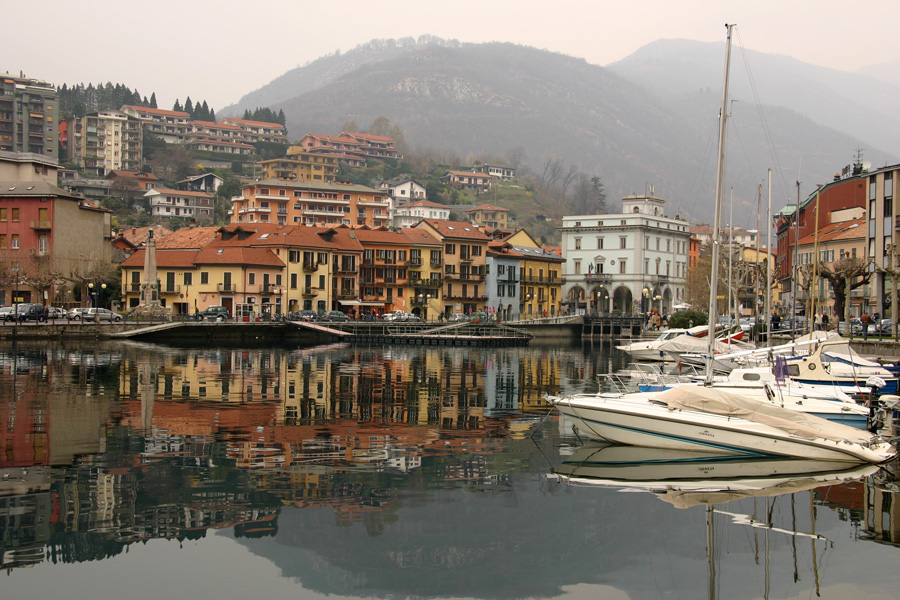
Panorama Omegna

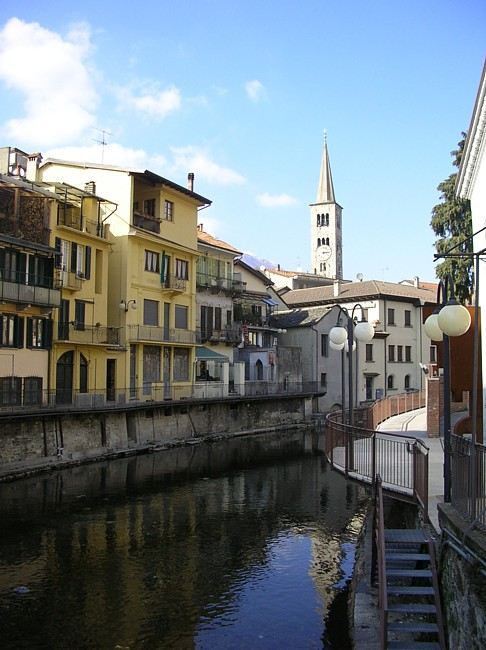
Omegna

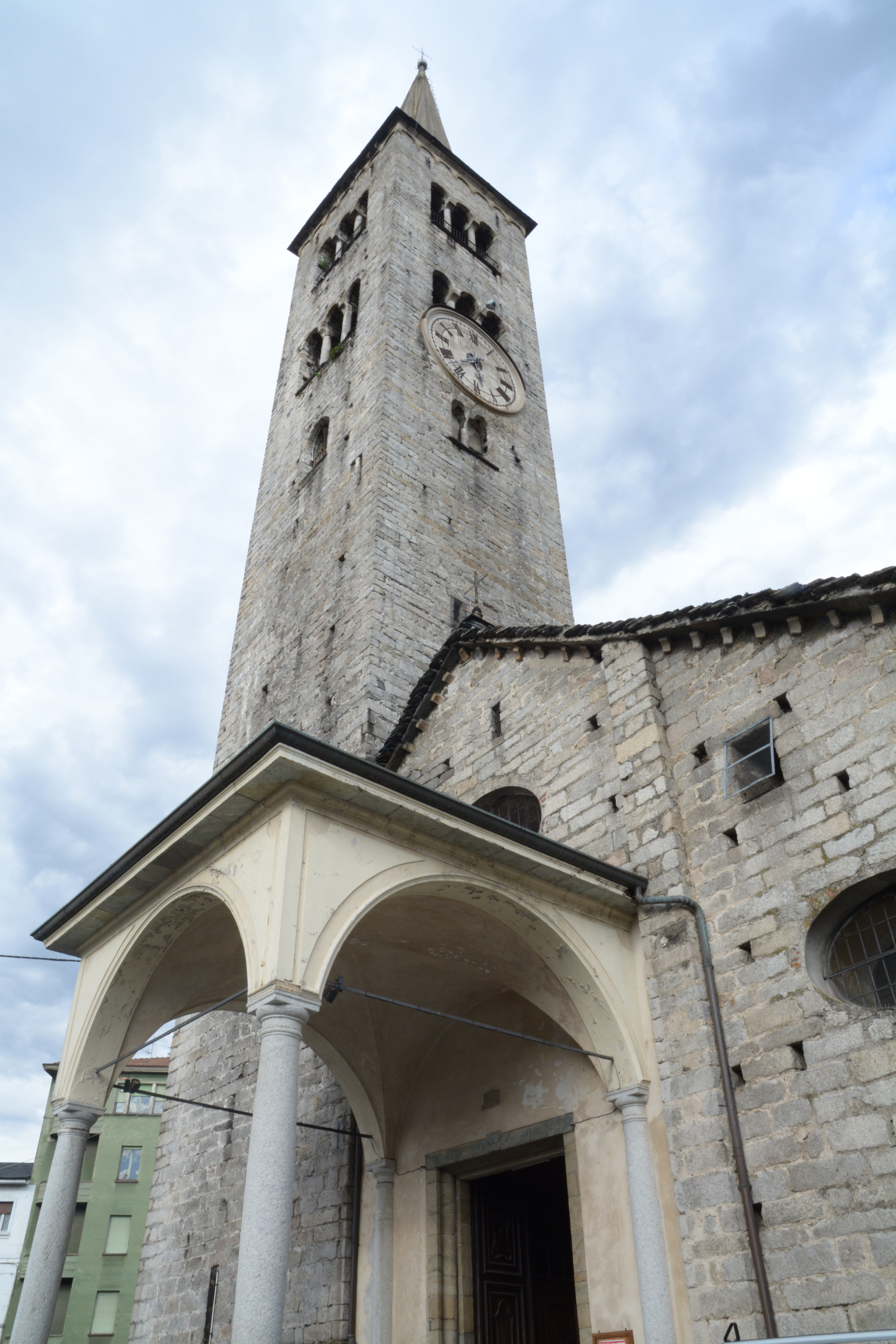
Kirche Sant’Ambrogio

## Geschichte
Die antike Besiedlung des Gebietes wird durch archäologische Funde aus dem Weiler Cireggio belegt, wo in der Ortschaft San Bernardo Steinfragmente aus der späten Bronze- und Eisenzeit gefunden wurden, und aus dem Berg Zuoli, wo ein protohistorischer Altar und ein möglicher Ritualrutsch identifiziert wurden.
Mit den Abkommen vom 11. August 1221 übergaben die Adligen von Crusinallo Omegna an das Bistum Novara. Das Gebiet wurde am 22. März 1413 von Filippo Maria Visconti an Francesco Barbavara übergeben und ging als Erbe zuerst an den Visconti Borromeo, dann 1714 an den Borromeo Arese über, und die Familie blieb bis zur Ankunft der Truppen Napoleon Bonapartes.
1798 landete der französische General Léotaud mit einer Vielzahl von Soldaten in Pallanza, besetzte Cannobio und einen Teil des Ossolatals, wurde aber von den Savoyern des Marquis d’Oncieux zwischen Gravellona und Ornavasso besiegt.  Anschließend gehörte der Kanton Omegna, der dem fünften Bezirk mit Sitz in Arona unterstellt war, zum Departement Agogna in der Cisalpinen Republik (1800). Nach dem Sieg über Napoleon sanktionierte der Wiener Kongress 1815 die Wiederherstellung von Savoyen; die Leute von Omegna begrüßten mit Freude die Rückkehr von Vittorio Emanuele I.
Zwischen 1910 und 1946 diente Omegna auch als Endstation der Intra-Omegna-Straßenbahn, die eine schnelle Verbindung zum Lago Maggiore darstellte.
Während des Zweiten Weltkriegs begann der Widerstand gegen die Nazi-Faschisten in der Gegend; er setzte sich über die langen Monate hinweg fort, in einer Reihe von Todesfällen (60 Tote, darunter Zivilisten) und Erfolgen. Omegna war eine Grundlage für die Befreiung des Ossolatals durch die Partisanen im September 1944. Die Befreiung Omegnas erfolgte am 24. April 1945, während die angloamerikanischen Truppen den Po überquerten, und in den von den nationalsozialistischen Truppen noch besetzten Städten Norditaliens der vom Comitato di Liberazione Nazionale Alta Italia (CLNAI) angeordnete allgemeine Aufstand ausgelöst wurde. Dieses Datum wird heute im Namen des Rathausplatzes in Erinnerung gerufen.

## Wirtschaft
Die kleine Industriestadt beheimatet viele Metallverarbeitungs- und -veredlungsfabriken sowie einige der bekanntesten Haushaltswarenhersteller Italiens: Alessi, Bialetti, Piazza und Lagostina haben hier Fabrikationsstätten und zum Teil auch Fabrik-Outlets. Der Traditionsbetrieb Bialetti produziert mittlerweile nicht mehr am Ort.

## Veranstaltungen
- San Vito Fest: an den letzten beiden Augustsonntagen findet das Volksfest zu Ehren des Schutzpatrons statt; Hauptattraktion ist das Feuerwerk am See mit Beteiligung ausländischer Vertreter.
- See in der Nacht: im August organisiert die Gemeinde Omegna seit 2004 eine Veranstaltung mit dem Namen „Caravanserraglio Omegnese“ (seit 2008 „Lago di notte“), die in der Regel in der Zeit zwischen der letzten Juniwoche und Ende Juli stattfindet. Jedes Jahr gibt einen Palio zwischen den Stadtteilen und einen Wettbewerb Omegna in Fiore, der die Stadt verschönern soll.

## Sehenswürdigkeiten
- Die Kirche Sant’Ambrogio ist ein spätromanischer Bau mit drei Schiffen, Seitenkapellen und Beinhaus (umgebaut in die Kapelle der Madonna von Lourdes). Ein Teil des mittelalterlichen Gebäudes beherbergt die Südflanke, die Laterne, den Glockenturm und die Fassade. Der sehr hohe Glockenturm mit quadratischem Grundriss und glattem Mauerwerk wird in den unteren Stockwerken durch Schießscharten geöffnet und er hat einen internen Treppenaufgang zu den Stockwerken in der Dicke des Mauerwerks und die Dekoration mit Hängebögen. Das Innere der Stiftskirche ist barock, mit einem Altarbild, das 1547 von Fermo Stella da Caravaggio gemalt wurde, und der Urne mit dem Leichnam des Märtyrers Sankt Veit, dem Schutzpatron von Omegna. Die Orgel, die sich auf einem Chor in cornu evangelii befindet, verfügt über 35 nominale Register und ist das Werk der Firma Scolari aus Bolzano Novarese.
- Die Alte Brücke, die im 15. Jahrhundert erbaut wurde, besteht aus zwei Bögen (einer davon hat ein kreisförmiges Seil und ist nicht sehr ausgeprägt) und hat einen zentralen Stapel, der auf einem Felsbrocken in der Mitte der Strona ruht. Wie die meisten mittelalterlichen Brücken zeichnet sie sich durch ihre Berg- und Talstruktur aus.
- Die Porta Romana oder Porta della Valle, erbaut um 1100 nach Christus, ist der Rest der fünf Tore, die im Mittelalter nach Omegna führten: Maggiore, Salera, Segnara, Castello und Valle. Von diesem Tor aus führte eine Straße ins Stronatal, über die Ponte Antico (Alte Brücke).
- Das Museum für Kunst und Industrie Forum will die Erforschung der Geschichte der Industrialisierung der Stadt Omegna und des Cusio fördern. Zeigt die Geschichte der Haushaltsindustrie mit Objekten, die von den berühmten Industrien der Stadt (Piazza, Bialetti, Alessi, Lagostina, Girmi) geliefert wurden, die jahrelang die italienische Hauptstadt der Produktion von Schnellkochtöpfen, Kaffeemaschinen, Wasserkochern und Geräten war.

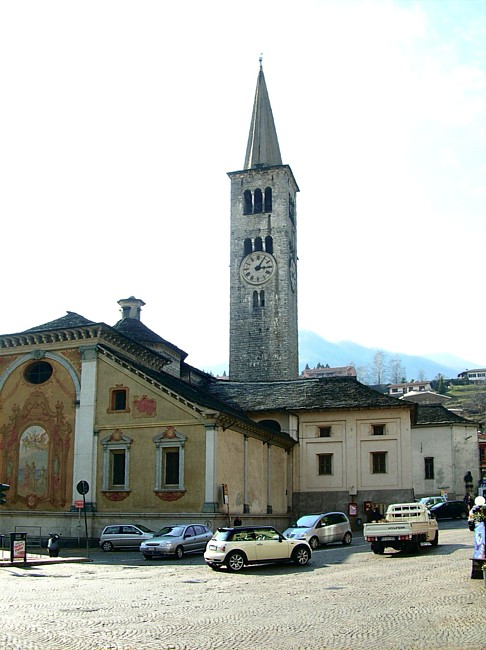
Pfarrkirche San Vito
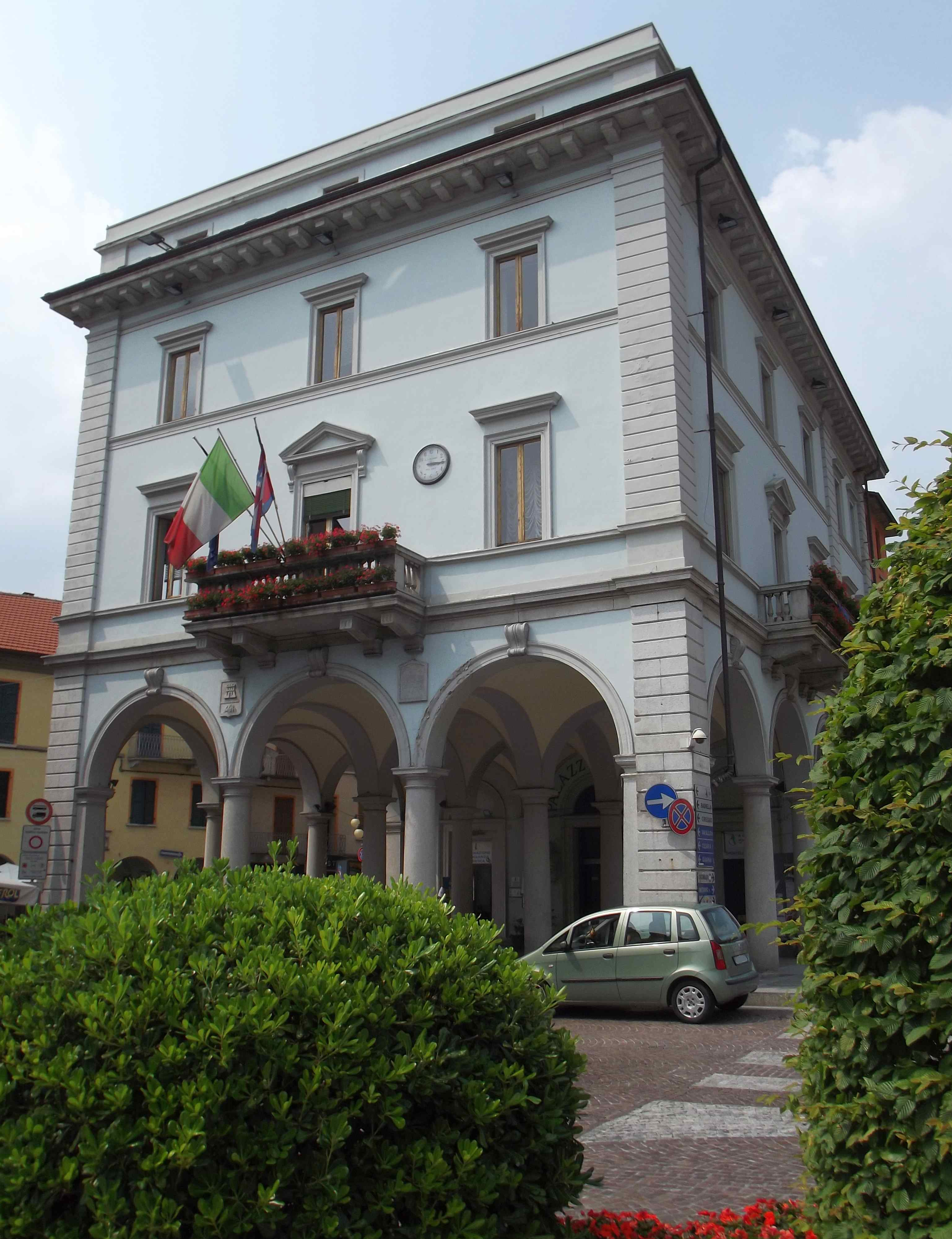
Rathaus
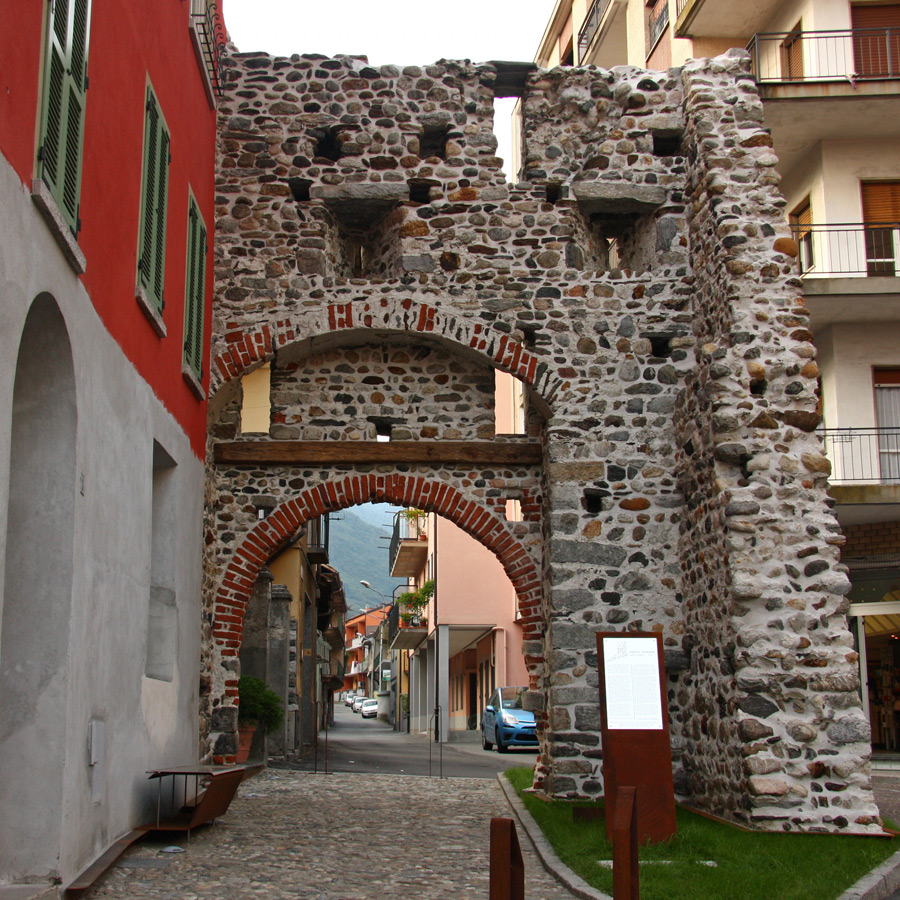
Porta Romana
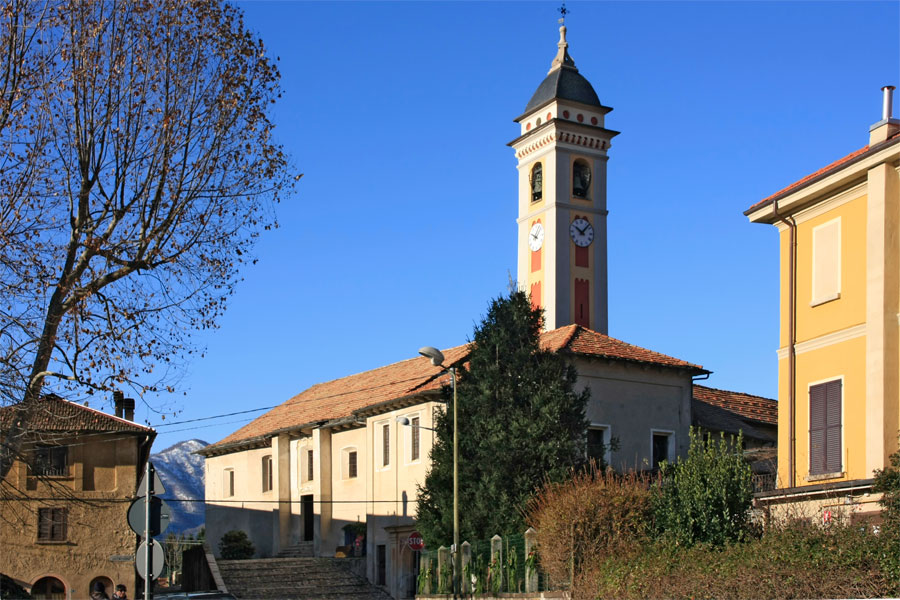
Pfarrkirche San Maiolo Abate im Ortsteil Agrano

## Persönlichkeiten
- Alfonso Bialetti (1888–1970), Erfinder und Unternehmer
- Fritz (1906–1992) und Hans Schlumpf (1904–1989), Schweizer Industrielle und Autosammler
- Ugo Poletti (1914–1997), Erzbischof von Spoleto, später Kurienkardinal
- Gianni Rodari (1920–1980), Schriftsteller, Kinderbuchautor
- Renato Bialetti (1923–2016), Unternehmer
- Paola Cardullo (* 1982), Volleyballspielerin.